# Les Nuits érotiques de Poppée
Pour plus de détails, voir Fiche technique et Distribution.
Les Nuits érotiques de Poppée (Le calde notti di Poppea) est un péplum érotique italien réalisé par Guido Malatesta et sorti en 1969.

## Synopsis
Violée par des soldats de la Garde prétorienne, la belle Poppée part chercher justice à Rome. Elle se prostitue et se fait enlever par les légions du consul Marcus Valerius pour sa fête. L'arrivée du sévère moraliste Marcus Valerius interrompt l'orgie et Poppée s'enfuit chez un sculpteur à qui l'empereur Néron a commandé une statue de Vénus. Néron tombe amoureux de Poppée, le modèle de la statue, et l'épouse. Au sommet de sa puissance, Poppée décide de se venger de Marcus Valerius, qui l'a insultée, et réussit à le séduire.

## Fiche technique
- Titre français : Les Nuits érotiques de Poppée[1]
- Titre original : Le calde notti di Poppea[2],[3],[4],[5]
- Réalisation : Guido Malatesta
- Scénario : Gianfranco Clerici, Guido Malatesta
- Photographie : Augusto Tiezzi
- Montage : Jolanda Benvenuti (it)
- Musique : Angelo Francesco Lavagnino
- Décors : Pier Vittorio Marchi
- Production : Fortunato Misiano
- Sociétés de production : Romana Film (it)
- Format : couleurs par Eastmancolor - 2,35:1 - Son mono - 35 mm
- Pays de production :  Italie
- Langue de tournage : italien
- Genre : péplum érotique
- Durée : 94 minutes
- Dates de sortie : 
  - Italie : 1969 (visa délivré le 6 octobre 1969)
  - France : 23 février 1972

## Distribution
- Olinka Berova (VF : Perrette Pradier) : Poppée (Poppea)
- Brad Harris (VF : Denis Savignat) : Claudius Valerius (Claudio Valerio)
- Gia Sandri (VF : Sylvie Moreau) : Lucrèce (Lucrezia)
- Howard Ross : Marco
- Femi Benussi : Livia
- Sandro Dori (VF : Jacques Dynam) : Néron (Nerone)
- Carla Calò (VF : Paule Emanuele) : Calpurnia
- Demeter Bitenc (VF : René Arrieu) : Tigellino (Tigellinus)
- Albert Balsamo (VF : Philippe Mareuil) : Tarquinio (Tarquinius)
- Silvio Bagolini : Lépide (Lepidus)
- Tor Altmayer (en) (VF : Jean-Henri Chambois) : Sénèque (Seneca)
- Nello Pazzafini (VF : William Sabatier) : le père Pollione (Colonnius)
- Elisa Mainardi (VF : Nadine Alari) : Dionisia
- Peggy Cunnigham : l'esclave noire
- Antonietta Fiorito : la fêtarde qui parle à Sénèque
- Marco Tulli (VF : Pierre Leproux) : le juge consulaire
- Alberto Sorrentino (VF : Claude Joseph) : le client de la maison close
- Fortunato Arena (VF : Pierre Collet) : Cilla, le légionnaire
- Daniele Vargas (VF : Henry Djanik) : Drusus (Druso)
- Jimmy il Fenomeno : Cocchino, le serviteur de Lépide (non crédité)
- Luciano Marin (en) : Fulvius (extrait de Rome en flammes, non crédité)
- Mimmo Poli (VF : Louis Arbessier) : le Romain libidineux (non crédité)